# Полковник Илиев (чешма)
Чешмата на полковник Илиев е чешма и български военен паметник край Магарево, Битолско, Северна Македония. Намира се по туристическия път от Магарево до Йоргов Камен в Пелистер.
Изграден е от българската армия през 1917 година в чест на полковник Стефан Илиев, загинал на Солунския фронт през Първата световна война по време на битката при Червената стена. 